# Lanz (Prignitz)
Lanz település Németországban, azon belül Brandenburgban. Lakosainak száma 699 fő (2023. december 31.).

## Népesség
A település népességének változása:
| Lakosok száma | 741  | 723  | 696  | 708  | 699  |
|               | 2017 | 2019 | 2021 | 2022 | 2023 |